# Rivière-Koksoak
Rivière-Koksoak est un territoire non organisé de l'administration régionale Kativik situé dans la région administrative du Nord-du-Québec, au Québec.

## Toponymie
Le nom Koksoak est officialisé par le Bureau géographique d'Ottawa en 1916. Au début du XIXe siècle les Frères Moraves  qui évangélisaient les Inuits de la région seraient à l'origine de Koksoak, graphie erronée du véritable terme inuit Kuujjuaq signifiant « la grande rivière » en référence à la rivière Koksoak, important cours d'eau qui se jette dans la baie d'Ungava.

## Géographie
Sa superficie couvre 307 039,91 km2.

## Histoire
Elle fut constituée en 1986 et fait partie de l'Administration régionale Kativik. 

## Démographie
Le recensement de 2006 y dénombre 15 habitants.
| 2001 | 2006 | 2011 | 2016 |
| ---- | ---- | ---- | ---- |
| 0    | 15   | 0    | 0    |